# Жмінне
Жмінне (пол. Żminne) — село в Польщі, у гміні Семень Парчівського повіту Люблінського воєводства. Населення — 264 особи (2011).

## Історія
У часи входження до складу Російської імперії належало до Радинського повіту Сідлецької губернії.
За даними етнографічної експедиції 1869—1870 років під керівництвом Павла Чубинського, у селі переважно проживали греко-католики, але усе населення розмовляло польською мовою.
У 1975—1998 роках село належало до Білопідляського воєводства.

## Демографія
Демографічна структура станом на 31 березня 2011 року:
|          | Загалом | Допрацездатний вік | Працездатний вік | Постпрацездатний вік |
| -------- | ------- | ------------------ | ---------------- | -------------------- |
| Чоловіки | 137     | 28                 | 89               | 20                   |
| Жінки    | 127     | 27                 | 64               | 36                   |
| Разом    | 264     | 55                 | 153              | 56                   |